# Rhinatrema
Rhinatrema – rodzaj płazów beznogich z rodziny Rhinatrematidae.

## Rozmieszczenie geograficzne
Rodzaj obejmuje gatunki występujące w Gujanie Francuskiej, Surinamie, Gujanie, północno-wschodniej Wenezueli i w sąsiednich brazylijskich stanach Amapá, Pará i Amazonas.

## Systematyka
Rodzaj zdefiniowała w 1841 roku francuscy zoolodzy, André Marie Constant Duméril i Gabriel Bibron w publikacji własnego autorstwa o tytule Herpetologia ogólna lub pełna historia naturalna gadów. Gatunkiem typowym jest (oznaczenie monotypowe) R. bivittatum.

### Etymologia
Rhinatrema: gr. ῥις rhis, ῥινος rhinos ‘nos’; przedrostek negatywny α a ‘bez’; τρημα trēma ‘dziura, otwór’.

### Podział systematyczny
Do rodzaju należą następujące gatunki:
- Rhinatrema bivittatum (Guérin-Méneville, 1838)
- Rhinatrema gilbertogili Maciel, Sampaio, Hoogmoed & Schneider, 2018
- Rhinatrema nigrum Dunn, 1942
- Rhinatrema ron Wilkinson & Gower, 2010
- Rhinatrema shiv Gower, Wilkinson, Sherratt & Kok, 2010
- Rhinatrema uaiuai Maciel, Sampaio, Hoogmoed & Schneider, 2018